# Koto Tibun
Koto Tibun is een bestuurslaag in het regentschap Kampar van de provincie Riau, Indonesië. Koto Tibun telt 3027 inwoners (volkstelling 2010).